# Triplectides wardi
Triplectides wardi is een schietmot uit de familie Leptoceridae. De soort komt voor in het Australaziatisch gebied.